# Prionanthium
Prionanthium är ett släkte av gräs. Prionanthium ingår i familjen gräs.
Kladogram enligt Catalogue of Life:
| Prionanthium | \| \| Prionanthium dentatum \| \| \| \| \| \| Prionanthium ecklonii \| \| \| \| \| \| Prionanthium pholiuroides \| \| \| \| |
|              | \| \| Prionanthium dentatum \| \| \| \| \| \| Prionanthium ecklonii \| \| \| \| \| \| Prionanthium pholiuroides \| \| \| \| |
|              | Prionanthium dentatum |
|              | |
|              | Prionanthium ecklonii |
|              | |
|              | Prionanthium pholiuroides                                                                                                   |
|              | |